# آياد دي موس
أدريان «موستيرد» دي موس  (بالألمانية: Adriaan ”Mosterd” de Mos) ويعرف باسم آياد دي موس (من مواليد في 27 مارس 1947 بمدينة لاهاي) هو مدرب كرة قدم سابق. درب كذلك العديد من الأندية الأورربية والمنخبات الدولية، فقد درب منتخب بلاده لكرة القدم بالإضافة إلى أندية أياكس أمستردام ونادي آيندهوفن الهولنديين، ونادي رويال أندرلخت البلجيكي، و نادي فيردر بريمن الألماني، بالإضافة إلى نادي الهلال السعودي ومنتخب الإمارات لكرة القدم وغيرهم. كان أبرز الأندية التي دربها هو نادي كيه في ميخيلين البلجيكي، حيث فاز معهم بلقب كأس السوبر الأوروبي في عام 1988.